# Betsey Johnson
Betsey Johnson, född 10 augusti 1942 i Wethersfield i Connecticut, är en amerikansk modedesigner, baserad i New York.

## Karriär
Betsey Johnson har varit aktiv i modeindustrin sedan 1960-talet och är känd för sina extravaganta "baby doll"-klänningar. Hennes förmåga att förnya sig med tidens lopp utan att tappa äkthet och känsla i sin design gav Betsey Johnson 1999 en utmärkelse från CFDA (Council of Fashion Designers) - The Timless Talent Award, som skapades enbart för henne, och som står för hennes starka påverkan på modeindustrin.
Johnson hade drömmar om att bli dansare och hennes kärlek till scenkostymer var det som lade grunden till hennes kreativitet och inspiration. Detta intresse är fortfarande mycket tydligt i hennes design. År 1964 vann Johnson Mademoiselle magazines "Guest Editor Contest" och tog ett stort kliv in i modevärlden. Ett år senare fick hon jobb som huvuddesigner på Paraphernalia, en klädbutik som på den tiden styrdes av Londons hetaste namn inom mode, Mary Quant och Paco Rabanne för att nämna några. Vad som skulle komma att bli känt som signaturstil började på allvar ta sin form där.
Betsey Johnson blev snabbt en av de så kallade "Youth Quake", hon var vän med bland andra Andy Warhol. Edie Sedgwick var hennes favoritmodell, medan Velvet Undergounds John Cale använde hennes kläder både på och utanför scenen.
År 1969 öppnade Johnson en butik som fick namnet Betsey Bunki Nini. I början av 1970-talet började hon arbeta för designföretaget Alley Cat. Företaget satte trenderna för 1970-talets välkända rock 'n' roll-, bohemiska samt etniska stilar.
År 1972 van Betsey Johnson, tillsammans med Halston, Coty Awards, hon blev då den yngsta designer någonsin att få ta emot den utmärkelsen.
Efter ett årtionde som designer för andra märken bestämde sig Johnson 1978 för att tillsammans med Chantal Bacon starta sitt eget märke, Betsey Johnson label. Friheten att designa under ett eget märke gav henne möjligheten att använda sig av sin fulla potential. Samma år öppnade hon och Chantal sin första butik i SoHo i New York. I början av 1980-talet var de några av de första att öppna en butik på Melrose Avenue i Los Angeles, och bidrog till gatans popularitet.
Det finns ett femtiotal Betsey Johnson-butiker världen över, bland annat i London, Vancouver och Japan.
År 2015 erhöll hon "Geoffrey Beene Lifetime Achievment Award" av CFDA